# وولینیا
وولینیا (لهستانی: Wołyń، اوکراینی: Волинь)، منطقه‌ای تاریخی در اروپای مرکزی و شرقی است که بین جنوب شرقی لهستان، جنوب غربی بلاروس و غرب اوکراین واقع شده‌است. استان ولین در غرب اوکراین هنوز نام این سرزمین را یدک می‌کشد. وولینیا در طول تاریخ بارها دست به دست و بین قدرت‌ها تقسیم شده‌است. در یک زمان تمام وولینیا بخشی از قلمرو اسکان امپراتوری روسیه در جنوب غربی‌ترین مرز خود بود.
شهرهای مهم وولینیا لوتسک، ریونه، وولودیمیر-وولینسکیی، ایزیاسلاف و نوووهراد-وولینسکیی هستند. در جریان تجزیه لهستان، شهرهای ژیتومیر، اووروچ و کوروستن نیز از لهستان به وولینیای اوکراین پیوستند.